# Rhodamnia andromedoides
Rhodamnia andromedoides är en myrtenväxtart som beskrevs av André Guillaumin. Rhodamnia andromedoides ingår i släktet Rhodamnia och familjen myrtenväxter.
Artens utbredningsområde är Nya Kaledonien. Inga underarter finns listade i Catalogue of Life.